# Golda (Kraków)

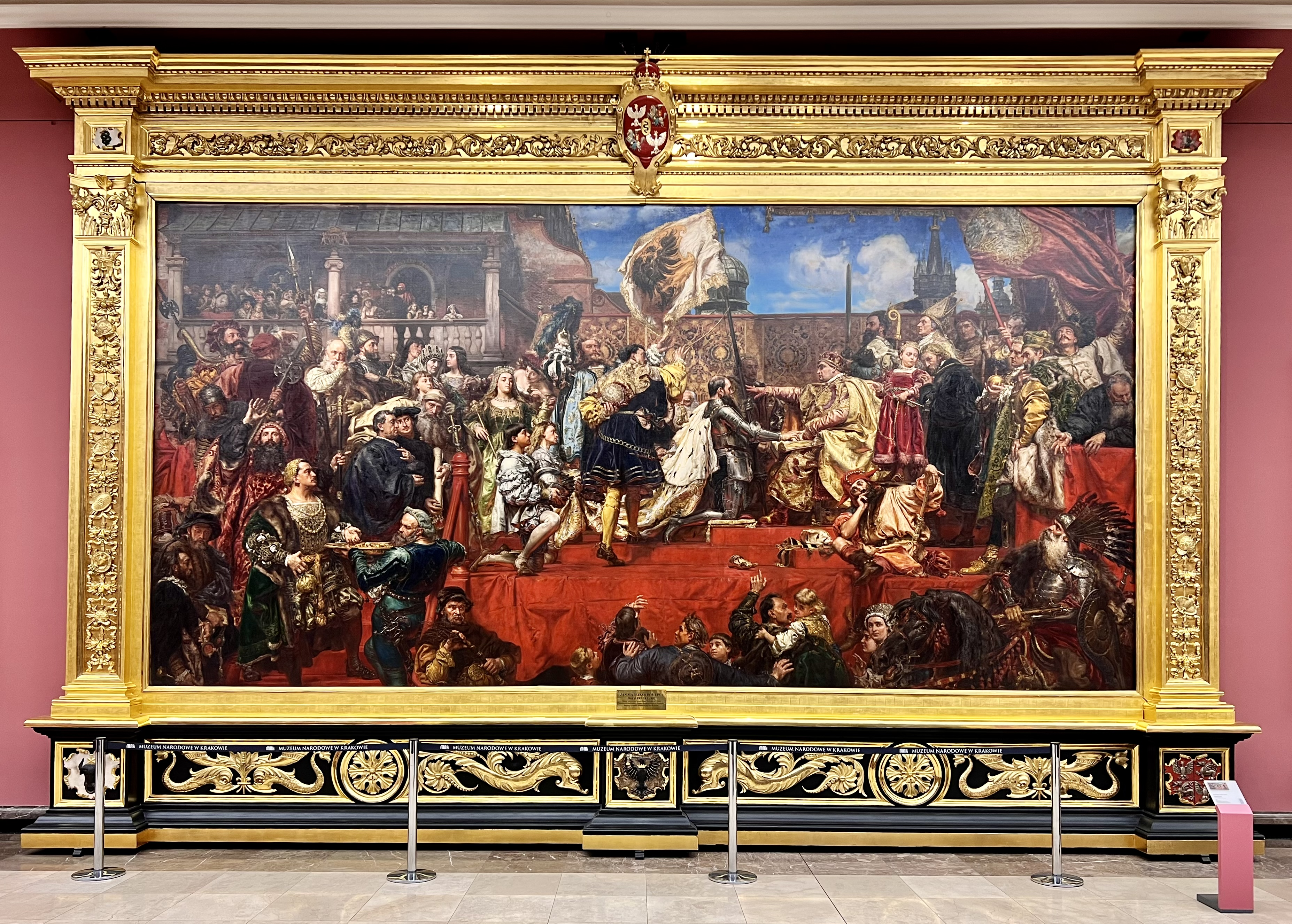
Obraz Hołd pruski Jana Matejki. Hołd pruski odbył się na Goldzie.

Golda (częściej i zwyczajowo Na Goldzie) – niewielka część krakowskiego Rynku Głównego pomiędzy Wieżą Ratuszową a wylotem ul. Brackiej, tuż pod Kamienicą Pod Ewangelistami. Nazwa z języka staropolskiego oznacza Na Hołdzie (golda – miejsce, gdzie sprawuje się hołdy) i jej etymologia związana jest z odbieraniem przez króla w tym miejscu hołdów lennych i hołdów mieszkańców Krakowa. Po koronacji wystawiono tutaj bowiem drewniane podwyższenie (trybuna) zwane Theatrum. Na Goldzie w 1525 Albrecht Hohenzollern składał hołd Zygmuntowi I Staremu.